# 与四兵衛山
与四兵衛山（よしべえやま）は、富山県富山市本宮にある山。古い呼び名で吉部山とも言う。標高は623m。かつて雄山神社の本宮があり、立山開山より古くから神事が行われていたとされる。立蔵神社の境内にある。

## 概要
東西に細長い山容をしている。山の北側は常願寺川に急崖として切れ落ちており、南側には粟巣野台地が広がる。周囲四方を河川に囲まれた、環流丘陵と呼ばれる山である。かつては吉部山と言われていた。
当山は粟巣野から見るとなだらかな鈍角三角形に見えるが、芦峅寺からは鋭い三角形に見える。
山の北側中腹には富山地方鉄道立山線が走っている。
稜線には小さな岩屋や岩壁があり、山頂は杉林に覆われているものの、樹間から立山連峰が見える。

## 地質
与四兵衛山は、第四紀の立山火山の噴出物が、当時の常願寺川の渓谷を埋めて形成された溶岩台地が、馬の背状に侵食されて取り残されたものである。そのため地質は周囲の山や当山南部の粟巣野台地とは大きく異なり、火山岩である安山岩で形成されている。この地質は弥陀ヶ原のものと共通している。

## 植生
溶岩時代の名残で現在でも栄養に乏しい酸性土壌（ポドゾル）であり、植生は立山杉やブナ疎林との混交林である。

## 山岳信仰
この山は芦峅寺から鋭い三角形の山容に見えるうえ、山頂は立山連峰を一望できる。そのことから最も古くより立山の山岳信仰の聖地として盤を設けて祭祀が行われてきた。またこの山の中腹にはいくつもの安山岩の巨石があり、そのうち一つの石は富山市本宮にある立蔵神社に、公卿石 （符号とみられる碁盤状の線刻が多数ある石）に加工されて奉納されている。この山の麓にはかつての雄山神社本宮があったとも言われている。
2000年7月には山頂に「立山本宮」の石碑が建てられた。

## 登山
登山道はなく、主に残雪期に登る山であるが、尾根の藪は薄いので夏期にも登ることはできる。立山国際ホテル裏の林道からアクセスするルートと山の東側から尾根伝いに登るルートがある。